# Atherurus
Atherurus (Cuvier, 1829) è un genere di roditori della famiglia degli Istricidi.

## Descrizione

### Dimensioni
Al genere Atherurus appartengono roditori di grandi dimensioni, con lunghezza della testa e del corpo tra 365 e 570 mm, la lunghezza della coda tra 102 e 260 mm e un peso fino a 4 kg.

### Caratteristiche craniche e dentarie
Il cranio è lungo, stretto e presenta un rostro corto e sottile e le ossa nasali di aspetto normale. Gli incisivi superiori sono corti e lisci.
Sono caratterizzati dalla seguente formula dentaria:

### Aspetto
Il corpo è allungato, con un lungo muso appuntito e gli arti brevi. La pelliccia è quasi interamente ricoperta di peli spinosi, più morbidi sulla testa e nelle parti inferiori. Gli aculei sono appiattiti e attraversati da un solco longitudinale. Le parti dorsali variano dal bruno-grigiastro al bruno-nerastro con la punta dei singoli peli bianca, i fianchi sono più chiari e le parti ventrali sono bianche. Le orecchie sono corte ed arrotondate. I piedi sono parzialmente palmati e le dita sono munite di artigli dritti ed ottusi. La coda è lunga fino a circa la metà della lunghezza del corpo, è ricoperta di scaglie per la maggior parte della sua lunghezza e con un denso ciuffo di aculei chiari all'estremità. Le femmine hanno due paia di mammelle toraciche laterali.

## Distribuzione
Il genere è composto da animali terricoli diffusi nell'Africa equatoriale e dal Subcontinente indiano, attraverso la Cina meridionale e l'Indocina fino all'isola di Sumatra.

## Tassonomia
Il genere comprende 2 specie.
- Atherurus africanus
- Atherurus macrourus